# 堺市立浅香山中学校
堺市立浅香山中学校（さかいしりつ あさかやま ちゅうがっこう）は、大阪府堺市堺区にある公立中学校。

## 概要
従来の堺市立殿馬場中学校の校区から堺市立錦綾小学校校区を分離し、また1950年に5年生以下の児童で開校し1952年3月に初めての卒業生を出した堺市立浅香山小学校の校区を加える形で、1952年4月に開校した。
校歌は、詩人・安西冬衛が作詞を手がけている。

## 沿革
- 1952年（昭和27年）
  - 4月1日 - 堺市立浅香山中学校として開校。堺市立錦綾小学校内に仮校舎を設置。
  - 8月28日 - 堺市今池町5丁（現在地）へ移転。
  - 9月1日 - 現在地で授業を開始。
- 1963年3月15日 - 講堂兼体育館落成
- 1981年4月1日　養護学級設置

## 通学区域
- 堺市立浅香山小学校と堺市立錦綾小学校の通学区域[1]。

堺市堺区 浅香山町、今池町、香ヶ丘町、東雲西町2-4丁、遠里小野町、北清水町、北庄町、錦綾町、砂道町、高須町、南清水町。

## 著名な出身者
- 平島崇 - サッカー選手
- 井岡弘樹 - プロボクサー
- 井岡一翔 - プロボクサー
- 久田哲也 - プロボクサー
- マーキー - DJ
- 若本規夫 - 声優
- 大上留利子 - R&Bシンガー
- 近藤大亮 - プロ野球選手
- 小芝風花 - 女優（在学中は臨海フィギュアスケートクラブに所属し、大阪府立臨海スポーツセンターまで早朝練習に通っていた）
- ブー藤原 - お笑い芸人グループ「超新塾」のメンバー[2]

## 交通
- 南海高野線浅香山駅徒歩10分
- 阪和線浅香駅徒歩10分
- バス
  - 南海高野線堺東駅前5番乗り場から地下鉄北花田駅前行き、河内天美駅前行きで香ヶ丘下車
  - 地下鉄北花田駅前から堺東駅前行きで愛泉学園前下車
  - 近鉄南大阪線河内天美駅前から堺東駅前行きで愛泉学園前下車